# Nampa
Pour l’article homonyme, voir Nampa (Alberta).
La ville de Nampa est  située dans le comté de Canyon, dans l'État de l'Idaho, aux États-Unis. Avec une population de 81 557 habitants en 2010, en très forte augmentation ces dernières années, c'est la ville la plus peuplée du comté et la deuxième ville la plus peuplée de l'Idaho après sa capitale, Boise.
Le nom de la ville pourrait provenir d'un mot amérindien (shoshone) désignant un mocassin.
Nampa est située à une trentaine de kilomètres à l'ouest de Boise, le long de l'Interstate 84, et fait partie de l’agglomération de Boise.
Une usine de l'Amalgamated Sugar Company produit du sucre à partir de betteraves et répand parfois une forte odeur sur la ville.

## Démographie
| Groupe                | Nampa | Idaho | États-Unis |
| --------------------- | ----- | ----- | ---------- |
| Blancs                | 82,9  | 89,1  | 72,4       |
| Autres                | 10,7  | 5,1   | 6,4        |
| Métis                 | 3,2   | 2,5   | 2,9        |
| Amérindiens           | 1,2   | 1,4   | 0,9        |
| Asiatiques            | 0,9   | 1,2   | 4,8        |
| Afro-Américains       | 0,7   | 0,6   | 12,6       |
| Hawaïens et Océaniens | 0,4   | 0,2   | 0,2        |
| Total                 | 100   | 100   | 100        |
|                       |       |       |            |
| Latino-Américains     | 22,9  | 11,2  | 16,7       |

Selon l'American Community Survey pour la période 2010-2014, 83,66 % de la population âgée de plus de 5 ans déclare parler l'anglais à la maison, 14,24 % déclare parler l'espagnol et 2,11 % une autre langue.

## Source
- (en) Cet article est partiellement ou en totalité issu de l’article de Wikipédia en anglais intitulé « Nampa, Idaho » (voir la liste des auteurs).

1. ↑  The origin of the name "Nampa" (en) ref.no 39 sur history.idaho.gov
2. ↑  (en) « Population of Idaho - Census 2010 and 2000 », sur censusviewer.com (consulté le 2 mars 2016).
3. ↑  (en) « Nampa, ID Population - Census 2010 and 2000 Interactive Map, Demographics, Statistics, Quick Facts - CensusViewer », sur censusviewer.com (consulté le 8 août 2018).
4. ↑  (en) « Language spoken at home by ability to speak english for the population 5 years and over. Universe: Population 5 years and over. 2010-2014 American Community Survey 5-Year Estimates », sur factfinder.census.gov.